# Chemin de fer du bois de Boulogne
Pour les articles homonymes, voir Boulogne et Bois de Boulogne (homonymie).

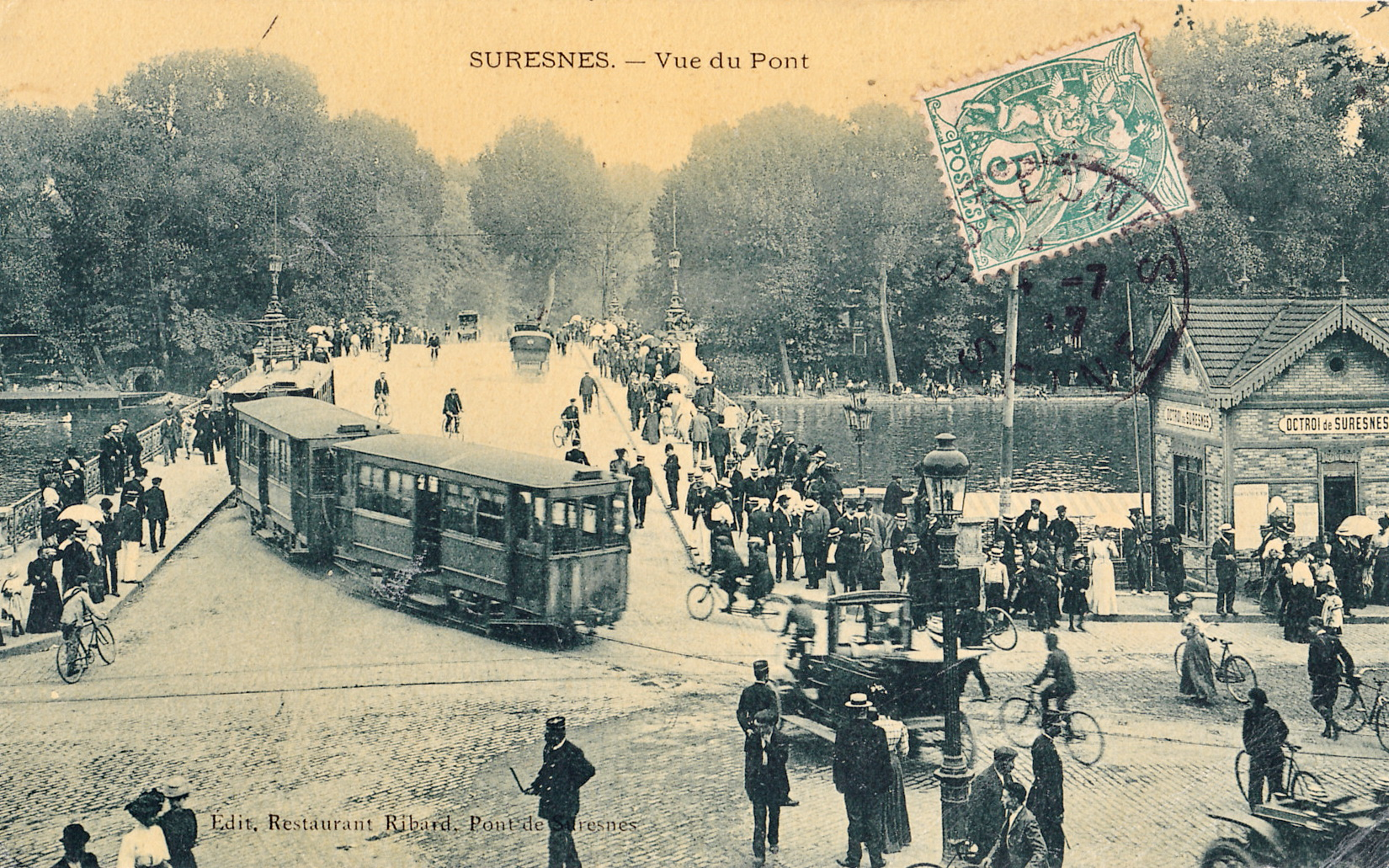
Un tramway et ses deux remorques sur le pont de Suresnes en 1900.

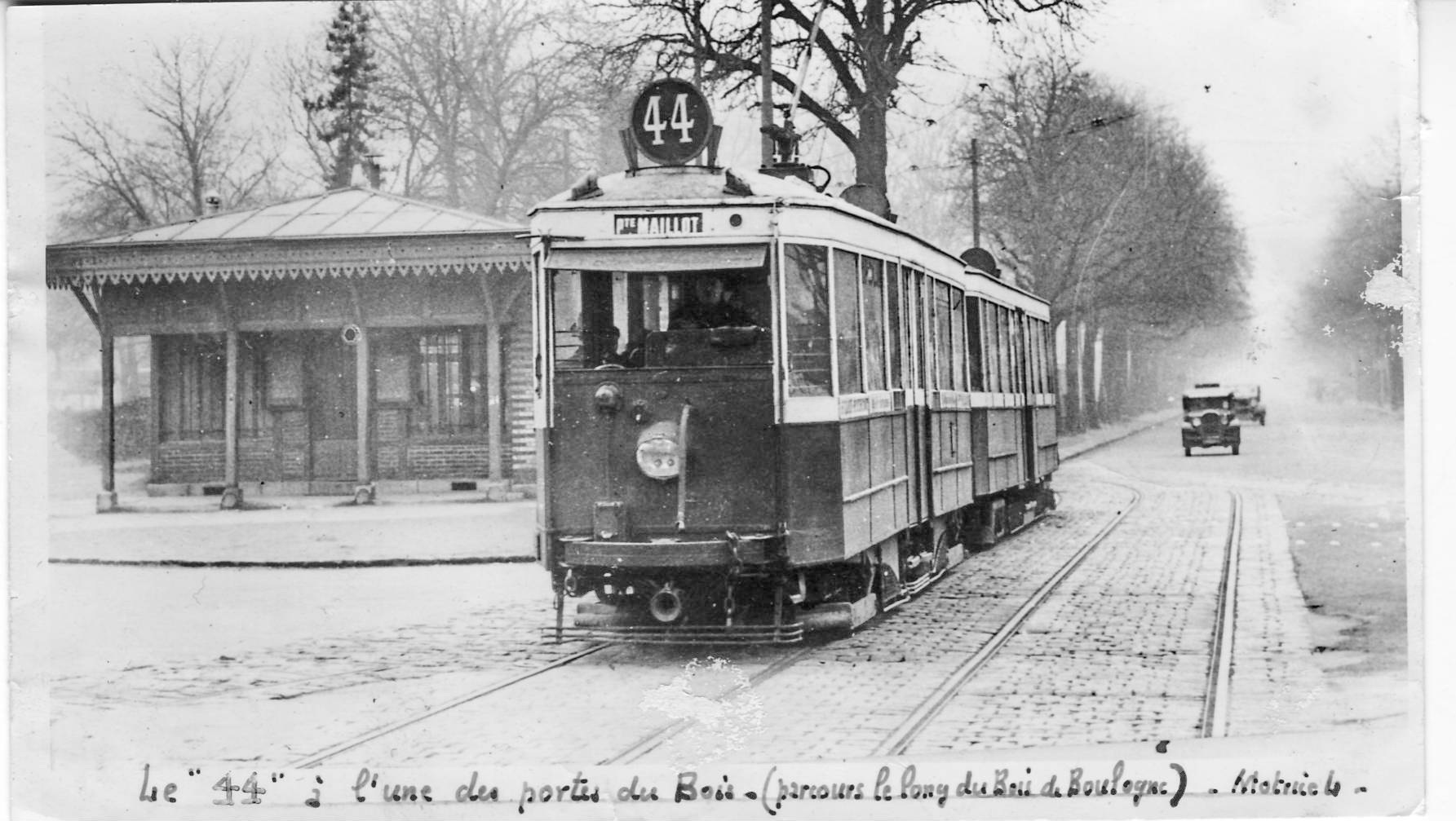
Rame de la STCRP à l'entrée du bois de Boulogne, tractée par une motrice type L vers 1930.

Le chemin de fer du bois de Boulogne est une ancienne ligne de tramway à traction électrique reliant la porte Maillot (Paris) aux communes de Suresnes et Saint-Cloud. Mise en service en 1900, elle est supprimée en 1936.

## Histoire
La compagnie du chemin de fer du bois de Boulogne (CFBB) est fondée le 25 mars 1898. Elle met en service en janvier 1900 un tramway électrique entre la porte Maillot à Paris et Suresnes (Val d'Or). 
En 1911, un prolongement est mis en service entre le Val d'Or et Saint-Cloud (quartier de Montretout).
En 1921, le CFBB est intégré à la Société des transports en commun de la région parisienne (STCRP) et  exploité sous les numéro :
- 38, Porte Maillot – boulevard  Maillot – boulevard Richard-Wallace – Pont de Puteaux – Puteaux (Place du Marché), ligne créée en 1921 et raccordée au pont de Puteaux ;
- 44, Porte Maillot – boulevard  Maillot – boulevard  Richard-Wallace – rue de Verdun – Suresnes – boulevard  de la République – Saint-Cloud (Val d’Or).

En 1936, le 28 décembre, la ligne est supprimée et remplacée par des autobus.

## La ligne
La ligne a son origine à la porte Maillot puis longe la lisière du bois de Boulogne en direction des berges de la Seine. Elle dessert l'hippodrome de Longchamp puis traverse le pont de Suresnes. Elle dessert le Val d'Or, puis continue vers Saint-Cloud sur la chaussée.

## Matériel roulant

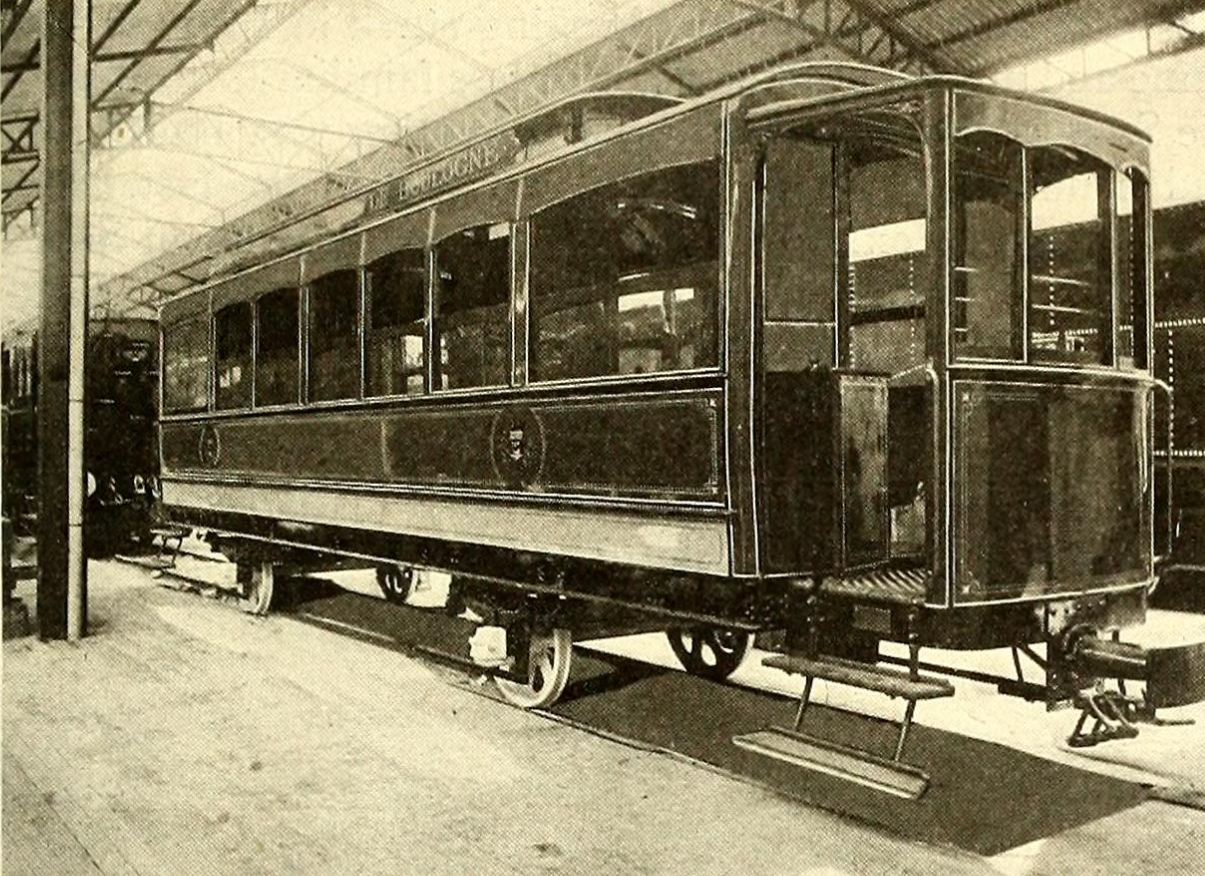
Remorque à essieux fermée.

Le matériel roulant est constitué de :
- motrices à essieux[2] : 8 unités acquises en 1900 ;
- motrices à bogies[3] : 20 unités acquises de 1902 à 1913 dont 2 à la Compagnie des tramways électriques de Vanves à Paris et extensions;
- remorques à bogies[3] ;
- remorques à essieux fermées ;
- remorques à essieux ouvertes[4].

En 1933, l'ancien matériel est remplacé par des motrices G sur la ligne 38 et L sur la ligne 44, attelées à des attelages Asl.